# 578e Volksgrenadier Division
La 578e Volksgrenadier Division fut une division de la Wehrmacht, durant la Seconde Guerre mondiale. Elle a été mise sur pied le 22 août 1944, alors que son entrainement n'est pas fini, elle est envoyée pour aller se fusionner le 17 septembre avec la 212e division d'infanterie (qui a subi d'énormes pertes sur le front de l'Est), donnant la 212e Volksgrenadier Division. Les hommes de la 578e seront utilisées comme remplacement, et cette division sera envoyée sur le front de l'Ouest.

## Composition
- 1192e régiment de grenadier
- 1193e régiment de grenadier
- 1194e régiment de grenadier
- 1578e régiment d'artillerie
- 1578e compagnie de reconnaissance
- 1578e bataillon de chasseurs de chars
- 1578e bataillon de génie
- 1578e compagnie de signal
- 1578e troupe de ravitaillement divisionnaires